# Port lotniczy Cork
Port lotniczy Cork (ang.: Cork Airport, kod IATA: ORK, kod ICAO: EICK) – międzynarodowy port lotniczy w Corku, jeden z głównych w Irlandii.
W 2008 roku obsłużył 3,25 mln pasażerów, co czyni go drugim (po Dublinie) portem lotniczym Irlandii. W sierpniu 2006 został oddany do użytku nowy, wybudowany za ponad 230 mln euro, terminal, pozwalający na obsługę 5 milionów pasażerów rocznie.

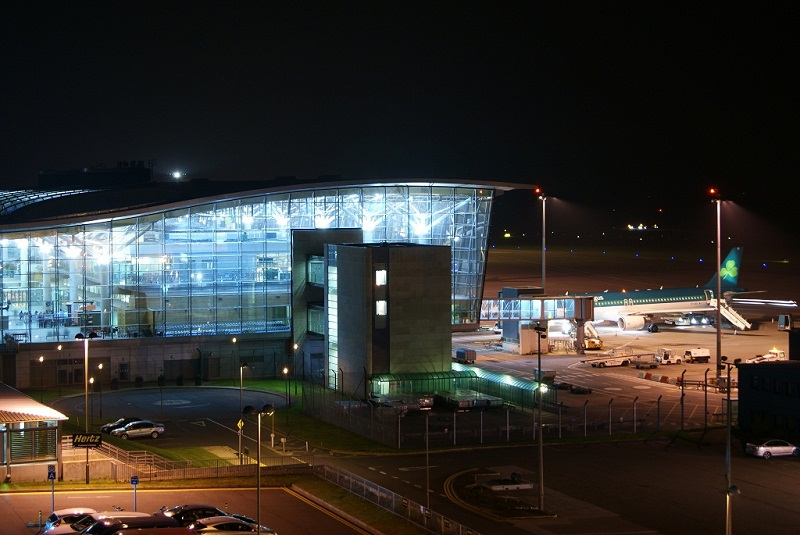
Widok na terminal i rampę.

Port lotniczy Cork jest zarządzany przez Cork Airport Authority, spółkę córkę powołaną przez Dublin Airport Authority która to zarządza portami w Dublinie, Shannon i Corku. W lutym 2007 port ten stał się niezależną firmą i jej tylko podlega lotnisko.

## Linie lotnicze i połączenia
| Linia lotnicza                | Kierunek |
| ----------------------------- | --- |
| Aer Lingus                    | 1. Amsterdam 2. Bristol 3. Lanzarote 4. Londyn-Heathrow 5. Malaga Sezonowo: 1. Dubrownik 2. Faro 3. Lyon (od 23 grudnia 2023) 4. Monachium 5. Palma de Mallorca 6. Teneryfa-Południe (powrót od 28 października 2023) Sezonowe czartery: 1. Salzburg |
| Air France                    | Sezonowo: 1. Paryż-Charles de Gaulle |
| Edelweiss Air                 | Sezonowo: 1. Zurych |
| KLM                           | 1. Amsterdam |
| Lufthansa                     | Sezonowo: 1. Frankfurt |
| Ryanair                       | 1. Alicante 2. Barcelona (od 29 października 2023) 3. Paryż-Beauvais (od 29 października 2023) 4. Birmingham 5. Edynburg 6. Faro 7. Fuerteventura (powrót od 2 listopada 2023) 8. Gdańsk 9. Gran Canaria 10. Lanzarote 11. Liverpool 12. Londyn-Gatwick 13. Londyn-Luton 14. Londyn-Stansted 15. Malaga 16. Manchester 17. Palma de Mallorca 18. Poznań 19. Rzym-Fiumicino 20. Teneryfa-Południe 21. Treviso 22. Walencja Sezonowo: 1. Alghero 2. Mediolan-Bergamo 3. Bordeaux 4. Carcassonne 5. East Midlands (do 6 listopada 2023) 6. Girona 7. La Rochelle 8. Piza 9. Reus 10. Sewilla |
| Swiss International Air Lines | Sezonowo: 1. Genewa |
| TUI Airways                   | Sezonowe czartery: 1. Lanzarote 2. Palma de Mallorca 3. Reus |

### Cargo
| Linia lotnicza | Kierunek                              |
| -------------- | ------------------------------------- |
| FedEx          | 1. Shannon 2. Paryż-Charles de Gaulle |